# Cumans
|  | Per a altres significats, vegeu «Ventidi Cumà». |

Els cumans (singular masculí: cumà, femení: cumana), kiptxak (en turc), polovtzes o polovtesos (en rus), komanoi (en grec), qumani (àrab) o kuns (hongarès) foren els membres d'una horda turquesa que van emigrar des de les estepes de la mar d'Aral cap a l'oest al segle x i varen dominar Ucraïna.

## Història
L'horda fou inicialment part de la dels kimäks, que vivien a Sibèria, al Irtix mitjà o potser a l'Obi. Kimäk i cumans o kiptxak estaven emparentats i parlaven una llengua turquesa pròpia que es distingia d'altres llengües turqueses per algunes particularitats. Foren vassalls del kanat dels Turcs Occidentals (coneguda també com a confederació dels göks, vers els segles vi i vii). La confederació del cumans s'esmenta als poemes èpics a partir del segle viii. Marwazi diu que els seus ancestres foren el poble que identifica com els shari (sari) que seria el mateix que els uigurs grocs.
A la meitat del segle xi els saris (kiptxaks) que probablement vivien a l'est de la conca del Tarim, van emigrar cap a l'oest a l'inici del segle xi (vers 1012-1018) suposadament pressionats pels kuns que emigraven a l'est empesos pels kara-khitai; en el seu camí van passar pel territori dels turcmans, els quals foren expulsats i a les zones conquerides al nord del Sir Darya es va produir un estret contacte entre els kuns, els kiptxak o saris i els kimaks (els kiptxak potser eren un subgrup dels kimäk) i es va acabar formant una nova confederació tribal anomenada dels cumans. Es diu que foren els saris (sari = groc) els que van rebre el nom de cumans (l'arrel "ku" voldria dir "grogós").
Van seguir cap a Europa on les cròniques russes els assenyalen per primer cop el 1054 al nord de la mar Negra, al mateix temps que als oghuz (tork dels russos). Els cumans empenyien als oghuz i es van aprofitar de la victòria d'aquestos sobre els petxenegs; els cumans van atacar Kíev el 1062; quan els oghuz van quedar delmats pels romans d'Orient, petxenegs i búlgars (1065) els cumans van quedar amos i senyors de tota l'estepa russa (Ucraïna). A més a més de Kumans (cumans) van rebre altres noms: polovci, polovcy, plauci, plavci, valben, valwen, falones, xarleš i altres o també kiptxaks. El 1078 aliats als petxenegs van atacar l'Imperi Romà d'Orient. El 1085 van participar en la revolta dels búlgars; el 1091 eren aliats de l'emperador Aleix I Comnè en contra dels petxenegs i per la mateixa època van començar ràtzies contra Hongria, país en el qual foren coneguts com a kuns (cuni, chuni) si bé no és segur que aquestos kuns fossin la fracció esmentada abans, que s'haurien fusionat en la gran confederació. Els romans d'Orient van lluitar seriosament contra els cumans el 1094 i el 1114 i finalment van ser rebutjats a l'altre costat del Danubi.
El 1120-1121 Ibn al-Athir els esmenta com aliats de Geòrgia. En aquesta època elements mongols emparentats als kitan van arribar des de les llunyanes terres de Manxúria i es van imposar com a classe dirigent sobre els cumans, però aviat aquestos mongols van esdevenir turcs i es van fondre en la massa cumana.
El 1204 van atacar i saquejar Kíev. Els cumans van restar els senyors de les estepes fins a l'arribada dels mongols de Genguis Khan el 1222, moment en què una part de la classe dirigent, per la influència russa, havia adoptat el cristianisme. Els cumans van convertir-se en els líders de l'ofensiva russa contra els tartars. Un príncep dels kiptxaks (en xinès Kin-tch'a) es deia aleshores Jordi (Yurig als annals russos, en xinès Yü-li-ghi). El kanat fundat pels mongols a Rússia va prendre el nom de kanat de Kiptxak. La derrota final dels cumans fou el 1239.
Part dels cumans van emigrar a Hongria i es van establir a la regió avui anomenada encara Cumània o Kunság, en les províncies actuals de Bács-Kiskun i Jász-Nagykun-Szolnok, on es van fer cristians. Alguns van emigrar a Bulgària. Altres restes del cumans es troben també entre els tàrtars de Crimea, Tàrtars del Volga, Nogai, Karakalpaks, Uzbeks, i Kazakhs.
El cumà més famós fou Qutb-ad-Din Àybak, fundador del soldanat de Delhi, que d'esclau del soldà afganès va esdevenir governador de Delhi i finalment es va fer independent. A Egipte esclaus kiptxaks van fundar els mamelucs bahrites.

## Llegat
Els cumans van ser assimilats dins dels poblacions europees occidentals, mantenint-se encara avui en dia topònims com Kumanovo, al nord-est de Macedònia del Nord, Comăneşti en Romania i Comana a Dobruja.
Els cumans van poder instal·lar-se a Hongria i s'acabaren autogovernant. El mot kún, que s'aplicava als cumans, encara es conserva en els noms de les províncies com Bács-Kiskun i Jász-Nagykun-Szolnok, i de ciutats com Kiskunhalas, Kiskuknszentmiklós,
etc. En aquestes províncies, també es troben bastants cognoms que deriven de la llengua dels cumans.
Topònims d'origen cumà també es poden trobar en els comtats romanesos de Vaslui i Galatai, incloent-hi el nom de les mateixes regions.
A Bulgària, els topònims referits als cumans poden trobar-se a diferents viles i regions del país, com la vila de Kumanite de la Província de Gabrovo.
Per saber més sobre la relació entre els russos i els cumans (polovtsy en rus), vegeu la Batalla del riu Stugna, la Batalla del riu Kalka i el Cantar de les hosts d'Ígor.
Algunes Danses Polovtsianas figuren en El príncep Ígor, l'òpera d'Aleksandr Borodín.

## Llengua
Kaixghari diu que parlaven una llengua turquesa amb particularitats fonètiques similars a la llengua dels oghuz. El document més antic amb relació a la llengua (no dels kiptxak sinó dels cumans, el grup principal) fou el Codex Cumanicus. Hi ha documents escrits kiptxaks a Egipte, Polònia, Armènia i Ucraïna. El kiptxak és una secció de les llengües turques. Al segle xiii van desaparèixer i el seu nom va subsistir per designar una tribu petita o una família entre els baixkirs, els nogais, els kirguís i els uzbeks (van tenir un paper destacat al kanat de Kokand).

## Curiositats
Aleksandr Borodín va donar un paper rellevant als polovtsians en l'òpera El príncep Ígor, a l'entorn dels quals gira bona part de l'argument. Un fragment molt conegut d'aquesta obra és precisament les Danses polovtsianes.

## Kans coneguts
| - Bluix-Khan vers 1050 - Xaru-Khan 1060→ 1068 - Sokal-Khan 1061 - Asep-Khan >1070-1082 - Tugor-Khan ?-1096 - Bonyak-Khan 1096-1111 - Otrok-Khan 1111- < 1146 - Aepak-Khan ?-1120 - Kobyak-Khan < 1146-1183 - Sotan-Khan segle xii - Begluk-Khan >1160 | - Kozel <1170 - Gazi-Khan vers 1184 - Kontxak-Khan 1183-1194 - Togli Khan vers 1190-1192 - Kuntuvdi-Khan vers 1192 - Kotyan-Khan >1194-1223 - Bortz Khan (a Valàquia) vers 1222 - Domini mongol 1223-1236 - Batxhman 1236-1237 - A l'Horda d'Or 1236-1237 | - A l'Horda Nogai 1266-1299 - A l'Horda d'Or 1299-1361 - A l'Horda de Mamai 1361-1381 - A l'Horda Blava 1381-1390 - Beg Pulad 1389-139? - Taix Timur >1390 - Timur Qutlugh < 1394-1398 - A l'Horda d'Or 1398-1406 - Pulad Timur 1406-1407 - A l'Horda d'Or 1407-1427 |